# Nguyễn Thị Kim Tiến

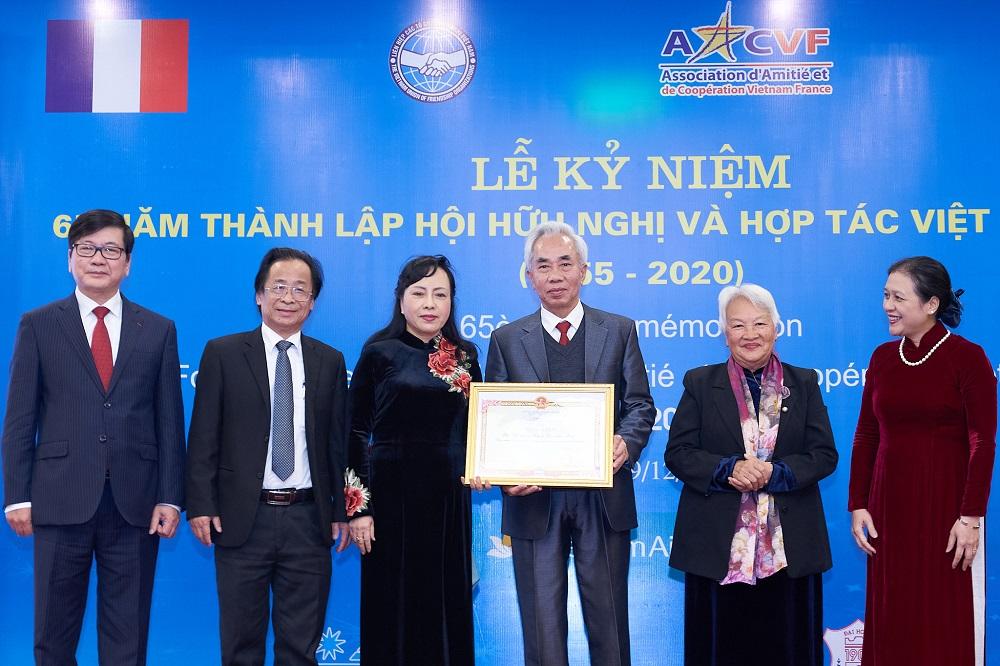
Nguyễn Thị Kim Tiến (thứ 3 từ trái sang), tháng 12 năm 2020 tại Hà Nội

Nguyễn Thị Kim Tiến (sinh năm 1959) là một nữ chính trị gia, tiến sĩ Y khoa, thầy thuốc nhân dân người Việt Nam. Bà từng là Trưởng ban Bảo vệ Chăm sóc sức khỏe cán bộ trung ương, Bộ trưởng Bộ Y tế, Viện trưởng Viện Pasteur Thành phố Hồ Chí Minh (2002-2007), Đại biểu Quốc hội Việt Nam khóa XII tỉnh Hà Tĩnh (2007-2011), khóa XIII Thành phố Hồ Chí Minh (2011-2016), Tổng biên tập Tạp chí Y học thực hành Bộ Y tế.
Trong Đảng Cộng sản Việt Nam, bà từng là Ủy viên dự khuyết Ban Chấp hành Trung ương Đảng khóa X, Ủy viên Trung ương Đảng khóa XI, Ủy viên Ban Chấp hành Đảng bộ khối cơ quan Trung ương. Tại Đại hội Toàn quốc Đảng Cộng sản Việt Nam lần thứ XII (tháng 1 năm 2016) bà không được bầu vào Ban Chấp hành Trung ương Đảng khóa XII, mặc dù bà là ứng cử viên được Ban Chấp hành Trung ương Đảng khóa XI đề cử chính thức.

## Xuất thân
Nguyễn Thị Kim Tiến sinh ngày 1 tháng 8 năm 1959, quê quán tại xã Cẩm Hưng, huyện Cẩm Xuyên, tỉnh Hà Tĩnh.
Bà là cháu của Hà Huy Tập, tổng bí thư thứ ba của Đảng Cộng sản Việt Nam.
Chồng bà là PGS.TS Bác sĩ Hoàng Quốc Hòa, nguyên giám đốc Bệnh viện Nhân dân Gia Định, sau đó chuyển về làm Giám đốc Bệnh viện Quốc tế Vinmec Central Park (TP HCM) - đơn vị trực thuộc Tập đoàn Vingroup.
Con trai của bà là Hoàng Quốc Cường, Nguyên Viện phó Viện Pasteur Hồ Chí Minh. Ngày 27/7/2022, được bổ nhiệm là Giám đốc Sở Y tế Cần Thơ.

## Sự nghiệp
Tháng 10, 1976 – tháng 10 năm 1982: học trường đại học Y Hà Nội.
Tháng 11,1982 – tháng 10 năm 1985: bác sĩ nội trú, phụ trợ lý giảng dạy ở Đại học Y Hà Nội.
Tháng 11, 1985 – tháng 12 năm 1986: cán bộ giảng dạy Bộ môn Vệ sinh dịch tễ ở Đại học Y Hà Nội.
Tháng 1, 1987 – tháng 5 năm 1993: nghiên cứu viên phòng dịch tễ, viện Pasteur Thành phố Hồ Chí Minh.
Năm 1990 – 1995: nghiên cứu sinh tại Đại học Y dược Thành phố Hồ Chí Minh.
Năm 1993 – 1994: nghiên cứu sinh chuyên sâu (D.E.A), tương đương cao học tại đại học Bordeaux (Pháp).
Tháng 6, 1993 – tháng 11 năm 1998: phó phòng Kế hoạch tổng hợp Viện Pasteur Thành phố Hồ Chí Minh. Ủy viên hội đồng khoa học. Tiến sĩ (1995)
Tháng 12, 1998 – tháng 12 năm 2001: phó viện trưởng viện Pasteur Thành phố Hồ Chí Minh, ủy viên ban chấp hành Đảng ủy viện. Phó Chủ nhiệm Bộ môn vi sinh cộng đồng Đại học Y dược Thành phố Hồ Chí Minh.
Năm 2000 – 2002: học lớp chính trị cao cấp tại Học viện Chính trị Quốc gia Hồ Chí Minh.
Tháng 1, 2002 – tháng 1 năm 2007: phó giáo sư (năm 2002); Viện trưởng Viện Pasteur Thành phố Hồ Chí Minh, ủy viên ban chấp hành Đảng ủy viện, ủy viên ban chấp hành Đảng bộ khối cơ sở Bộ Y tế. Trưởng ban điều hành chương trình mục tiêu Quốc gia khu vực phía Nam về Phòng chống sốt xuất huyết; Tiêm chủng mở rộng, phòng chống HIV/AIDS; Phòng chống dịch đường hô hấp cấp do Virus. Trưởng ban tư vấn kỹ thuật phòng chống dịch phía Nam. Chủ nhiệm Bộ môn vi sinh cộng đồng Đại học Y dược Thành phố Hồ Chí Minh.
Ngày 25 tháng 4 năm 2006 – 19 tháng 1 năm 2011: ủy viên dự khuyết Ban Chấp hành Trung ương Đảng Cộng sản Việt Nam khóa X.
Tháng 2 năm 2007 – 03 tháng 8 năm 2011: Thứ trưởng Bộ Y tế, đại biểu quốc hội khóa XII.
Tháng 5 năm 2010 – 03 tháng 8 năm 2011: Bí thư Đảng ủy Cơ quan Bộ y tế, Thứ trưởng Bộ Y tế.
Ngày 19 tháng 1 năm 2011 – 26 tháng 1 năm 2016: ủy viên Ban Chấp hành Trung ương Đảng Cộng sản Việt Nam khóa XI.
Ngày 22 tháng 5 năm 2011 – 22 tháng 5 năm 2016: đại biểu Quốc hội Việt Nam khóa XIII.
Ngày 26 tháng 1 năm 2016, Tại Đại hội Toàn quốc Đảng Cộng sản Việt Nam lần XII bà không được bầu lại vào Ban Chấp hành Trung ương Đảng khóa XII, mặc dù bà là ứng cử viên được BCH Trung ương khoá XI đề cử chính thức.
Ngày 3/8/2011 - 14/10/2019: Bí thư Ban cán sự Đảng Bộ y tế.
Ngày 3/8/2011 - 22/11/2019: Bộ trưởng Bộ Y tế Việt Nam
Ngày 4 tháng 7 năm 2019, bà được trao Quyết định số 1296-QĐNS/TW ngày 21/6/2019 của Bộ Chính trị Ban Chấp hành Trung ương Đảng Cộng sản Việt Nam khoá 12 về việc bổ nhiệm giữ chức vụ Trưởng Ban Bảo vệ, chăm sóc sức khoẻ cán bộ Trung ương.
Từ 15/10/2019, bà thôi giữ chức vụ Bí thư Ban cán sự Đảng Bộ y tế.
Ngày 22 tháng 11 năm 2019, Quốc hội Việt Nam khóa 14 chính thức phê chuẩn miễn nhiệm chức vụ Bộ trưởng Bộ Y tế đối với bà Nguyễn Thị Kim Tiến. Kết quả biểu quyết để chính thức thông qua nghị quyết về việc miễn nhiệm Bộ trưởng Bộ Y tế: 424 phiếu tán thành, 30 phiếu không tán thành. Kết quả biểu quyết thông qua Nghị quyết phê chuẩn đề nghị của Thủ tướng về việc miễn nhiệm Bộ trưởng Bộ Y tế: tổng số đại biểu có mặt tham gia bỏ phiếu: 431, số phiếu tán thành: 395, số phiếu không tán thành: 29, số đại biểu không biểu quyết là 7 người. Tổng số đại biểu Quốc hội tại thời điểm bỏ phiếu là 483 người. Tức là kể từ đây, bà nghỉ hưu trí theo chế độ và trở về với cuộc sống thường nhật.

## Danh hiệu và khen tặng
- Giáo sư thỉnh giảng, Đại học Oxford, Vương quốc Anh
- Thầy thuốc nhân dân
- Huân chương Lao động hạng Nhất
- Nhiều Bằng khen Chính phủ
- chương Tuổi trẻ sáng tạo
- 2 lần được tặng Huân chương Bắc đẩu Bội tinh của Pháp: lần 1, năm 2009; lần 2, năm 2022.[10][11][12]

## Hoạt động và dư luận
Trong việc bệnh viện tiêm nhầm vắc xin bệnh viêm gan B sơ sinh tại Quảng Trị khiến 3 trẻ tử vong tháng 7 năm 2013 và vụ bệnh viện thẩm mỹ phi tang xác nạn nhân, đã có ý kiến kêu gọi bà Tiến nên từ chức.
Trong việc dư luận phê phán việc đưa phong bì và đút lót trong các bệnh viện, bà nói: "Cấm cán bộ y tế nhận phong bì, quà cáp trước và trong quá trình điều trị nhưng không cấm bác sĩ nhận quà sau điều trị, vì đó là tấm lòng của người bệnh..." và "Chụp ảnh bác sĩ nhận phong bì gửi cho tôi" và "Tôi đâu có cho phép nhận phong bì sau điều trị..."
Trong diễn biến Dịch sởi Việt Nam 2014, cho rằng người đứng đầu Bộ Y tế phải chịu trách nhiệm vì sự bất lực của mình, một làn sóng chê trách bà Nguyễn Thị Kim Tiến và kêu gọi bà từ chức đã dấy lên trong dư luận. Trang Facebook có tên "Bộ trưởng Bộ Y tế hãy từ chức" kêu gọi các thành viên ký tên, chụp ảnh và biểu tình. Nhiều người nổi tiếng trong đó có nhạc sĩ Tuấn Khanh, người dẫn chương trình Phan Anh, đại biểu quốc hội Nguyễn Minh Thuyết đã lên tiếng kêu gọi bà Kim Tiến từ chức. Nhưng bà Tiến đã nói: "Tôi không nghĩ đến từ chức ngay".
Ngày 24 tháng 8 năm 2017, bà Kim Tiến có bài viết "Áo blouse nhuốm máu" đăng trên báo VnExpress và đưa ra yêu cầu: "Với tư cách là một thầy thuốc, tôi cho rằng đã đến lúc những hành vi côn đồ hành hung thầy thuốc cần phải được xử lý như những hành vi chống đối người thi hành công vụ."

## Bê bối

### Bê bối VN Pharma
Tháng 8 năm 2017, trong vụ việc Công ty VN Pharma nhập khẩu thuốc điều trị ung thư giả, bị cáo Nguyễn Minh Hùng - nguyên Chủ tịch HĐQT, Tổng giám đốc công ty VN Pharma đã xác nhận em chồng của Bộ trưởng Bộ Y tế Nguyễn Thị Kim Tiến làm phó giám đốc công ty này, phụ trách đầu tư. Có báo đưa tin bà Tiến đã phủ nhận các thông tin này nhưng Thứ trưởng Bộ Y tế Nguyễn Việt Tiến nói: "Về việc em chồng của Bộ trưởng Nguyễn Thị Kim Tiến, Bộ trưởng "không nói" chứ không phải nói "không có", hai việc này khác nhau. Bên cạnh đó, luật chỉ quy định cha, mẹ, vợ, chồng, con không được làm chứ không nhắc đến em chồng. Bộ trưởng cũng không báo cáo gì trong Ban Cán sự đảng".

### Bê bối công nhận chức danh giáo sư
Ngày 5 tháng 3 năm 2018, trước sức ép dư luận và yêu cầu rà soát lại danh sách công nhận PGS và GS của Thủ tướng Nguyễn Xuân Phúc, Bộ trưởng Bộ Giáo dục và Đào tạo Phùng Xuân Nhạ công bố danh sách mới trong đó một loạt các quan chức đã bị loại gồm có: ứng viên GS Nguyễn Thị Kim Tiến, Bộ trưởng Bộ Y tế; ứng viên GS Lê Quân, Thứ trưởng Bộ Lao động – Thương binh và Xã hội; ứng viên PGS Hà Anh Đức, thư ký Bộ trưởng Bộ Y tế; ứng viên PGS Nguyễn Hùng Long, phó cục trưởng Cục An toàn thực phẩm (bộ Y tế); ứng viên PGS Lê Quang Minh, giám đốc Sở Y tế Hà Nam; ứng viên PGS Trương Xuân Cừ, phó trưởng Ban Chỉ đạo Tây Bắc; ứng viên PGS Trịnh Thanh Hùng, Phó Vụ trưởng Vụ Khoa học và Công nghệ các ngành kinh tế kỹ thuật, Bộ Khoa học và Công nghệ.

## Kỉ luật
Ngày 4 tháng 11 năm 2021, Ủy ban Kiểm tra Trung ương thông báo kết quả kỳ họp thứ tám. Qua xem xét, UBKT Trung ương nhận thấy, Ban cán sự đảng Bộ Y tế đã vi phạm các nguyên tắc hoạt động của Đảng, Quy chế làm việc của Ban cán sự đảng; thiếu trách nhiệm, buông lỏng lãnh đạo, chỉ đạo, để Bộ Y tế, Cục Quản lý Dược, nhiều đơn vị, cơ sở khám chữa bệnh và cá nhân vi phạm quy định của Đảng, pháp luật của Nhà nước trong công tác xây dựng, ban hành thể chế, chính sách; trong việc cấp phép nhập khẩu thuốc, thực hiện liên doanh liên kết, đấu thầu, mua sắm thuốc, trang thiết bị y tế và vật tư tiêu hao; để nhiều cán bộ, đảng viên bị kỷ luật, một số bị xử lý hình sự. Những vi phạm nêu trên đã gây hậu quả nghiêm trọng, thất thoát, lãng phí tiền, tài sản của Nhà nước, thiệt hại cho Quỹ Bảo hiểm y tế, ảnh hưởng lớn đến chủ trương của Đảng, chính sách, pháp luật của Nhà nước về bảo vệ và chăm sóc sức khỏe Nhân dân, gây bức xúc trong xã hội, ảnh hưởng xấu đến uy tín của tổ chức đảng và ngành Y tế. Xét nội dung, tính chất, mức độ, hậu quả vi phạm của Ban cán sự đảng Bộ Y tế, một số cá nhân và cấp ủy, tổ chức đảng liên quan; căn cứ quy định của Đảng về xử lý kỷ luật tổ chức đảng và đảng viên vi phạm, UBKT Trung ương quyết định thi hành kỷ luật: Cảnh cáo Ban Thường vụ Đảng ủy Bộ Y tế nhiệm kỳ 2015-2020 UBKT; Trung ương đề nghị Bộ Chính trị, Ban Bí thư xem xét, thi hành kỷ luật Ban cán sự đảng Bộ Y tế nhiệm kỳ 2016 - 2021 và bà Nguyễn Thị Kim Tiến, Trưởng Ban Bảo vệ, chăm sóc sức khỏe cán bộ Trung ương, nguyên Ủy viên Trung ương Đảng, nguyên Bí thư Ban cán sự đảng, nguyên Bí thư Đảng ủy, nguyên Bộ trưởng Bộ Y tế.
Ngày 19 tháng 11 năm 2021, tại Trụ sở Trung ương Đảng, Tổng Bí thư Nguyễn Phú Trọng chủ trì cuộc họp của Bộ Chính trị, Ban Bí thư để xem xét, thi hành kỷ luật Ban Cán sự Đảng Bộ Y tế, Ban Cán sự Đảng UBND tỉnh Hà Nam nhiệm kỳ 2016-2021 và một số cá nhân là cán bộ lãnh đạo, nguyên cán bộ lãnh đạo của Bộ Y tế và của tỉnh Hà Nam. Bộ Chính trị quyết định thi hành kỷ luật bằng hình thức Cảnh cáo đối với Ban Cán sự Đảng Bộ Y tế nhiệm kỳ 2016-2021; thi hành kỷ luật bằng hình thức Cảnh cáo, đồng thời miễn nhiệm chức vụ Trưởng Ban Bảo vệ, chăm sóc sức khỏe cán bộ Trung ương đối với bà Nguyễn Thị Kim Tiến.
Vào ngày 17 tháng 7 năm 2025, Bộ Chính trị đã họp và xem xét đề nghị của Ủy ban Kiểm tra Trung ương về việc thi hành kỷ luật bà Nguyễn Thị Kim Tiến, nguyên Ủy viên Trung ương Đảng, nguyên Bí thư Ban Cán sự đảng, nguyên Bộ trưởng Bộ Y tế. Theo kết luận, bà Kim Tiến đã suy thoái về tư tưởng chính trị, đạo đức, lối sống; vi phạm nghiêm trọng quy định của Đảng và pháp luật của Nhà nước trong công tác phòng, chống tham nhũng, lãng phí, tiêu cực; gây hậu quả rất nghiêm trọng, làm bức xúc dư luận xã hội, ảnh hưởng xấu đến uy tín của tổ chức đảng và ngành y tế. Trên cơ sở đó, Bộ Chính trị đã quyết định trình Ban Chấp hành Trung ương xem xét, thi hành kỷ luật theo thẩm quyền. Đến ngày 19 tháng 7 năm 2025, tại Hội nghị lần thứ 12 Ban Chấp hành Trung ương Đảng khóa XIII, Trung ương đã quyết định kỷ luật bà Nguyễn Thị Kim Tiến bằng hình thức khai trừ ra khỏi Đảng.

## Phát ngôn tiêu biểu
- Nhận định khi đi khảo sát tình hình thực tế tại một số bệnh viện ở Thành phố Hồ Chí Minh:[33]

| “                     | Chưa thấy một quốc gia Đông Nam Á nào, kể cả ở châu Phi, mà tình trạng các bệnh viện quá tải như tại Việt Nam. | ” |
| — Nguyễn Thị Kim Tiến | |   |

- Phát biểu tại buổi triển khai công tác an toàn vệ sinh thực phẩm trên địa bàn Thành phố Hồ Chí Minh chiều 17 tháng 12 năm 2011:[34]

| “                     | Ăn chi toàn là đồ bẩn! | ” |
| — Nguyễn Thị Kim Tiến |                        |   |

- Trả lời báo chí về vấn đề giảm tải bệnh viện, đầu tư cho ngành Y tế:[35]

| “                     | Thiếu giường bệnh thì phải hỏi... Nhà nước! | ” |
| — Nguyễn Thị Kim Tiến |                                             |   |

- Trả lời câu hỏi về cơ chế tự phát hiện sai phạm trong ngành y trong cuộc họp của Ủy ban về các Vấn đề Xã hội của Quốc hội chiều ngày 25 tháng 9 năm 2013:[36]

| “                     | Thanh tra đến là họ đưa vở sạch chữ đẹp ra. | ” |
| — Nguyễn Thị Kim Tiến |                                             |   |

- Tuyên bố trong Dịch sởi 2014:[37]

| “                     | Việc Hà Nội có công bố dịch hay không là thuộc thẩm quyền của UBND TP, ngành Y tế không có thẩm quyền bắt phải công bố hay không công bố dịch! | ” |
| — Nguyễn Thị Kim Tiến | |   |

- Trả lời báo chí về vụ việc 3 trẻ sơ sinh tại Quảng Trị tử vong sau khi tiêm vắc xin viêm gan B:[36]

| “                     | Lỗi của vắc xin thì xử vắc xin; lỗi do người tiêm, xử người tiêm; lỗi do kỹ thuật xử lý kỹ thuật | ” |
| — Nguyễn Thị Kim Tiến |                                                                                                  |   |

- Phát biểu tại hội nghị triển khai quyết định của Thủ tướng Chính phủ về đề án giảm quá tải bệnh viện năm 2013:[36]

| “                     | Tôi đâu có cho phép nhận phong bì sau điều trị. | ” |
| — Nguyễn Thị Kim Tiến |                                                 |   |

| “                     | Trong miền Nam, bệnh nhân đưa phong bì cho bác sĩ sau khi đã được điều trị khỏi và nói "nếu bác sĩ không nhận quà thì bệnh của tôi không khỏi được". Quà này là quà nghĩa tình. | ” |
| — Nguyễn Thị Kim Tiến | |   |

- Tại hội nghị Hội đồng Hiệu trưởng các trường Đại học Y Dược, bà Tiến, trong cương vị Bộ trưởng, đã đề xuất dùng môn Văn để xét tuyển ngành Y:[38]

| “                     | Việc thi theo khối lâu nay khiến thí sinh học lệch. Môn Văn rất cần cho cán bộ ngành y, giúp việc nói năng lưu loát, diễn đạt văn bản rõ ràng, đúng ngữ pháp. Không nói đâu xa, nhiều đồng chí chuyên viên ở Bộ làm công văn vẫn sai ngữ pháp. Có lúc tôi nói vui: rất dễ đứt mạch máu não khi đọc nguyên bản những văn bản này. | ” |
| — Nguyễn Thị Kim Tiến | |   |